# Stefan Batan
Stefan Batan (Södertälje, 20 marzo 1985) è un calciatore svedese, difensore del Södertälje FF.

## Carriera
Batan ha iniziato la sua carriera nell'Assyriska, club fondato a Södertälje da immigrati di origine assira. Ha collezionato le prime presenze in prima squadra durante l'annata 2003. Nel 2005, grazie al ripescaggio della sua squadra, ha esordito in Allsvenskan. Durante la stessa stagione ha collezionato un paio di presenze nella Nazionale svedese Under-21.
La sua destinazione a partire dalla stagione 2006 è stata al centro di un caso di mercato: l'AIK aveva raggiunto un accordo sia con l'Assyriska che con il giocatore, ma lo stesso Batan ha modificato all'ultimo minuto la sua decisione accettando l'offerta dei rivali dell'AIK del Djurgården con cui giocherà dal 2006 al 2008. Complice la difficoltà di trovare spazio, Batan è tornato in seconda serie all'Assyriska, inizialmente in prestito (nel 2008 e nel 2009) e poi a titolo definitivo una volta scaduto il contratto con il Djurgården. È rimasto all'Assyriska fino al 2013, quando è scaduto il suo contratto.
A partire dalla stagione 2014 Batan è diventato un giocatore dell'Hammarby, altra squadra stoccolmese rivale delle altre compagini cittadine, con cui ha firmato un triennale. Al termine del campionato i biancoverdi hanno conquistato la promozione in Allsvenskan, categoria in cui Batan mancava da 6 anni e mezzo. Con la militanza nel massimo campionato, tuttavia, il suo utilizzo è progressivamente diminuito: 19 presenze nel 2015, 9 nel 2016 e 3 nel 2017.
Nel gennaio 2018 è tornato nuovamente all'Assyriska, scendendo così in terza serie nel campionato di Division 1, poi nel corso della successiva estate è passato al Västerås SK sempre in terza serie, con cui a fine anno ha conquistato la promozione in Superettan. Si è ritirato dal calcio professionistico al termine della stagione 2019, durante la quale ha collezionato solo 3 presenze a causa di un infortunio al legamento crociato.
Nel marzo del 2021 ha annunciato il suo ritorno al calcio giocato unendosi al Södertälje FF, militante nella sesta serie nazionale, ma nell'arco della stagione ha disputato anche due partite in quarta serie con lo United IK Nordic. Nel 2022 ha giocato solamente nel Södertälje FF, sempre in sesta serie.